# Helmut Sadlowski
Helmut Sadlowski (Duisburg, 18 marzo 1929 – 12 dicembre 2007) è stato un calciatore tedesco, di ruolo centrocampista.

## Carriera
Fu un centrocampista. In questo ruolo, ma anche da difensore, vestì le maglie di Union Hamborn, Arminia Hannover, Hamborn 07, Schalke 04, Rot Weiß Oberhausen, Osterfield e Sterkrade.
Tra queste squadre la sua esperienza calcistica più fortunata la ebbe con i Blu reali, coi quali vinse un campionato tedesco occidentale nel 1958, partecipando anche all'edizione 1958-59 della Coppa Campioni. Con la squadra di Gelsenkirchen Sadlowski colleziona 138 presenze e 37 reti in campionato. Chiude la carriera nel 1964.
Il giorno della sua scomparsa il sito ufficiale dello Schalke 04 gli dedica un articolo in sua memoria.

## Palmarès
- Oberliga: 1

Schalke 04: 1957-58